# Charles Eblé

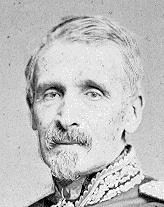
Général Charles Eblé

Charles Eblé (* 8. Dezember 1799 in Paris; † 20. Dezember 1870 ebenda) war ein französischer Général de division des Second Empire.

## Leben
Am „17 frimaire an 8“ in Paris geboren, war Charles Eblé der Sohn von Marie-Laurence Eblé und Neffe von Géneral Jean Baptiste Eblé, dem Helden von der Beresina.
Im Jahre 1818 trat er in die École polytechnique ein, die er 1820 erfolgreich wieder verließ. Als Waffengattung wählte er die Artillerie, um daraufhin an die Artillerie- und Pionierschule nach Metz versetzt zu werden.
Nach der Beförderung zum Sous-lieutenant d'artillerie am 19. Februar 1823, diente er im „4e Régiment d'artillerie“ (4. Artillerieregiment), bis er 1924 dann von Général Digeon zu seinem aide-de-camp bestimmt und 1825 zum Lieutenant befördert wurde.
Charles Eblé nahm am ersten Feldzug zur Eroberung Algeriens teil und wurde hier 1830 zum Capitaine befördert. 1830.
Bald darauf wurde er wegen seiner Fähigkeiten zum militärischen Lehrer des jungen Antoine d’Orléans, duc de Montpensier bestellt, dessen Vater, der König Louis-Philippe, wollte, dass sein Sohn ein Artillerist werde.
1836 wurde er Mitglied der „Kommission zur Untersuchung über Gusseiserne Geschützrohre“ (Membre de la commission d’épreuves des bouches à feu en fonte de fer), und erreichte 1837 den Rang eines „Capitaine en premier“. 1843 wurde er Chef d’escadron und 1848 Lieutenant-colonel, gleichzeitig damit „Chef de la section du personnel“ (Abteilungsleiter für Personal) im Kriegsministerium.
Im September 1850 zum Colonel befördert, wurde er 1851 zum  „Directeur de l'artillerie“ (Artillerieinspizient) der Festung Metz ernannt.

## Général

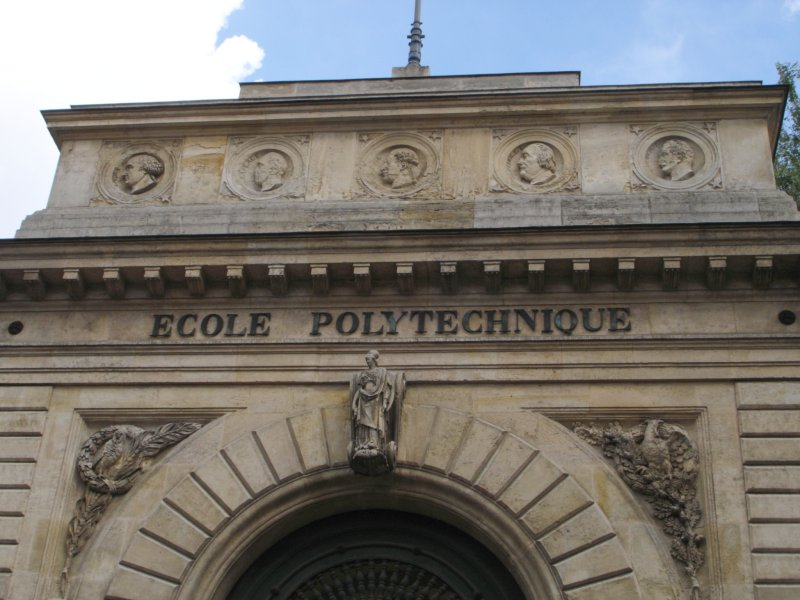
Torbogen der École polytechnique

Charles Eblé wurde im Oktober 1854 zum Général de brigade befördert und war Kommandant der „École polytechnique“ von 1854 bis 1860.
Eine seiner Aufgaben war es, die politische Zuverlässigkeit der Schüler zu gewährleisten. Am 27. Dezember 1855 marschierte Général Eblé in einer Parade vor Napoleon III. an der Spitze seiner Schulformation, als er den traditionellen Ruf «Vive l'Empereur!» (Es lebe der Kaiser) ausbrachte, in den jedoch lediglich sein Adjutant einstimmte. Die vier Bataillone der Schule marschierten «dans un silence glacial» (in eisigem Schweigen). Die daraufhin drohende Auflösung der Schule wurde nicht bewerkstelligt, an Paraden wurde ihr Personal jedoch nicht mehr beteiligt. Im Angesicht dieser Disziplinlosigkeit der Schüler drohte Général Eblé mit der Reduzierung des Personalbestandes durch ein Losverfahren und gab den Betroffenen zehn Minuten Zeit zum Überlegen. Die Eleven erklärten daraufhin zu gehorchen.
Im Jahre 1859 wurde er zum Inspekteur der „Prytanée national militaire“ (Militärschule) ernannt und 1860 zum Général de division befördert. Eblé war Mitglied des „Comité de l'artillerie“ (Artilleriekomitees) und  von 1862 bis  1864 „Inspecteur général de l'artillerie“ (Generalinspekteur der Artillerie).
Am 22. November 1864 wurde er zum „Grand officier de la Légion d'honneur“ Großoffizier der Ehrenlegion ernannt, und am 9. Dezember 1864 in die Reserve versetzt.
Für seine Verdienste wurde er mit dem 17. April 1867 per kaiserlichem Dekret in den Grafenstand erhoben. Die Bestätigung erfolgte per „Lettres patentes“ vom 8. Mai 1867.

## Familie
Charles Eblé heiratete im Dezember 1847 Louise Anne Agnès Pâris, Enkelin des Bürgermeisters von Nantes Claude-Sylvain Pâris.
Sie hatten vier Kinder:
1. Jean Baptiste Marie Charles Eblé (* 1848), Comte Eblé, Finanzlehrer, heiratete 1879 die Marie Louise Boussard d'Hauteroche
2. Étienne Marie Eblé (1852–1900), Chef d’escadrons in der Kavallerie.
3. Marie Eblé, heiratete den Òffizier Charles Longueville.
4. Geneviève Eblé, Ordensschwester.

Er liegt im Gräberfeld Nr. 26 (26e Division) des Cimetière du Père-Lachaise in Paris begraben.